# Богомильский, Михаил Рафаилович
Михаил Рафаилович Богомильский (15 апреля 1934 — 17 октября 2021) — советский и российский оториноларинголог, член-корреспондент РАМН (1997), член-корреспондент РАН (2014).

## Биография
Родился 15 апреля 1934 года в семье врача, известного детского оториноларинголога Рафаила Давидовича Богомильского (1902—1980) и Софьи Михайловны Богомильской (1906—1965).
В 1957 году окончил 2-й МГМИ, затем до 1960 года — работал в качестве районного оториноларинголога в г. Бологое Калининской (теперь Тверской) области.
В 1964 году защитил кандидатскую диссертацию, тема: «Диагностика и терапия хронических гайморитов при аллергии».
В 1971 году защитил докторскую диссертацию, тема: «Тимпанопластика: клинико-экспериментальное исследование».
С 1974 по 1984 годы — заведующий лабораторией ЦНИЛ патологии ушного лабиринта.
С 1986 года — заведующий кафедрой болезней уха, горла и носа педиатрического факультета 2 МОЛГМИ имени Н. И. Пирогова (РНИМУ).
В 1997 году избран членом-корреспондентом РАМН.
В 2014 году стал членом-корреспондентом РАН (в рамках присоединения РАМН и РАСХН к РАН).
Скончался 17 октября 2021 года. Похоронен на Востряковском кладбище .

## Научная деятельность
Специалист в области детской оториноларингологии.
После ухода из жизни своего учителя М. Р. Богомильский сосредоточился на проблеме нейросенсорной тугоухости при сосудистых поражениях головного мозга, что позволило ему овладеть методами исследования тугоухости и глухоты с помощью слуховых вызванных потенциалов.
Впоследствии опыт, полученный в результате хорошей подготовки в области микрохирургии уха и аудиологии, позволил ему перейти к изучению совершенно новой и перспективной проблемы — кохлеарной имплантации при глухоте. В значительной степени в этот период ему помогло внимание выдающегося ученого, в то время ректора института Юрия Михайловича Лопухина. Именно благодаря ему и была создана первая в нашей стране научно-исследовательская лаборатория, которая называлась «Искусственное ухо». В этот период М. Р. Богомильский проявил серьёзные организаторские способности и сумел объединить усилия молодых способных ученых-энтузиастов, привлечь к этой работе специалистов разного профиля. В результате в 1982 году им были сделаны первые в России операции при глухоте с использованием отечественных одноканальных имплантатов. Оперированные больные были продемонстрированы на заседании Московского научного общества в 1982 году, а результаты этой сложной и пионерской работы изложены в монографии «Кохлеарная имплантация» (1986), написанной совместно с А. Н. Ремизовым. В этот период такого рода операции проводились всего в 6 странах (США, Австрия, Австралия, Франция, Германия, Япония), и Богомильский был приглашен на 1-й симпозиум по кохлеарной имплантации в Париж.
Автор свыше 300 публикаций, автор 7 монографий, двух учебников для вузов, 12 изобретений.
Под его руководством подготовлено 60 кандидатов и 11 докторов наук.
Заместитель председателя Российского и Московского научного ЛОР — общества, член редколлегии журналов «Вестник оториноларингологии», «Клиническая микробиология и антимикробная химиотерапия», член комиссии Фармкомитета по педиатрии, стандартизации лекарственных средств, комитета МЗ РФ по новой медицинской технике.
- «Аллергические заболевания верхних дыхательных путей», 1964;
- «Болезни горла: профилактика», 1978;
- «Кохлеарная имплантация», 1986;
- «Ангиофибромы основания черепа в детском возрасте», 1997;
- «Современные методы диагностики, лечения и коррекции тугоухости и глухоты у детей», 2001;
- «Риносептопластика в детском и подростковом возрасте», 2001;
- «Атлас ЛОР-заболеваний» (Т. Булл), 2004;
- «Острый средний отит у недоношенных и грудных детей», 2007;
- «Диагностика и хирургическое лечение хронических стенозов гортани у детей», 2007;
- «Квантовая терапия в комплексном лечение часто болеющих детей с хроническими аденоидитами», 2009;
- «Кохлеарная имплантация в эксперименте», 2011;
- «Атлас клинической рентгеноанатомии височной кости новорожденных, детей грудного и раннего возраста», 2014.

## Награды
- Заслуженный деятель науки Российской Федерации (2001)[7]
- Премия мэрии города Москвы (1996) — за разработку новых способов диагностики и лечения тугоухости[8]